# عبد الله بن حاتم بن علي الهمداني
عبد الله بن حاتم بن علي الهمداني هو الحاكم الثاني للدولة الحاتمية الهمدانية، حكم في الفترة (1109- 1111)،  وتبعه أخيه معن بن حاتم بن علي الهمداني.